# Boney NEM
Boney NEM (russisch Бони НЕМ) ist eine russische Metal-Band, die überwiegend Pop-Hits der russischen und westlichen Musik im Metal-Stil covert. Sie wurde 1994 von Kirill Nemoljajew gegründet und ist bis heute aktiv. Der Name der Band ist eine Verballhornung der bekannten Disco-Formation Boney M., die in der früheren Sowjetunion hohe Popularität genoss.
Die Band zeichnet sich durch keinen gleichbleibenden Stil aus, sondern spielt das ganze Spektrum des Hard'n'Heavy.

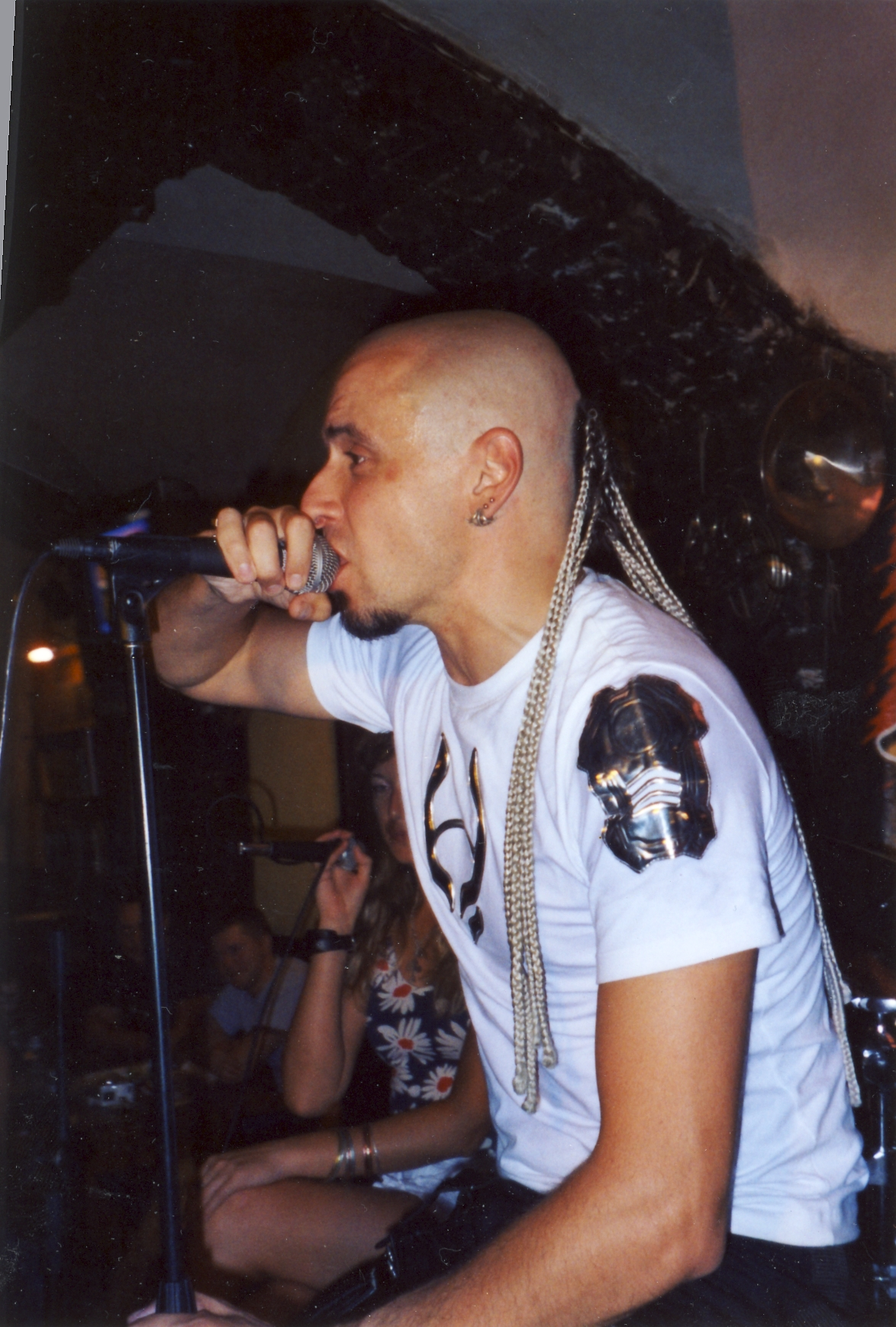
Kirill Nemoljajew bei einem Konzert von Boney NEM

## Geschichte
Nach Eigendarstellung der Band hat Boney NEM seine Wurzeln im Jahr 1993, als die blühende russische Popmusik die in den Sowjetjahren entstandene Rock-Musik in den Untergrund verdrängt habe. Beeinflusst von westlichen Tendenzen hätten die verdrängten Metal-Musiker aus Protest und aus dem Willen, so „cool“ wie nur möglich zu sein, zu den extremsten Stilen geneigt.
Nemoljajew, in jener Zeit nebenberuflicher Moderator der Musikfernsehsendung Nerschawejetschka, hätte damals das Bedürfnis gehabt, sich über diese zwei „Pole des schlechten Geschmacks“ lustig zu machen. Zusammen mit Freunden aus der Band Trisna überlegte er sich ein Konzept, mit dem die genannten Extreme ad absurdum geführt werden sollten. Kern dieses Konzeptes war die Vereinigung von Death-Metal-/Grindcore-Drives mit den Texten der seichten Pop-Songs.
Das erste Album trug den ironischen Titel der Musiksendung Melodii i ritmy zarubezhnoy estrady (deutsch: Melodien und Rhythmen aus aller Welt). Das Album enthält unter anderem parodistische Coverversionen von L'été Indien und It’s My Life. Es erschien bei Polygram Russia, einer Tochterfirma des Labels PolyGram. Bis 2007 produzierte die Band elf Alben, die bei verschiedenen Musikverlagen erschienen.

## Besetzung

### Aktuelle Besetzung

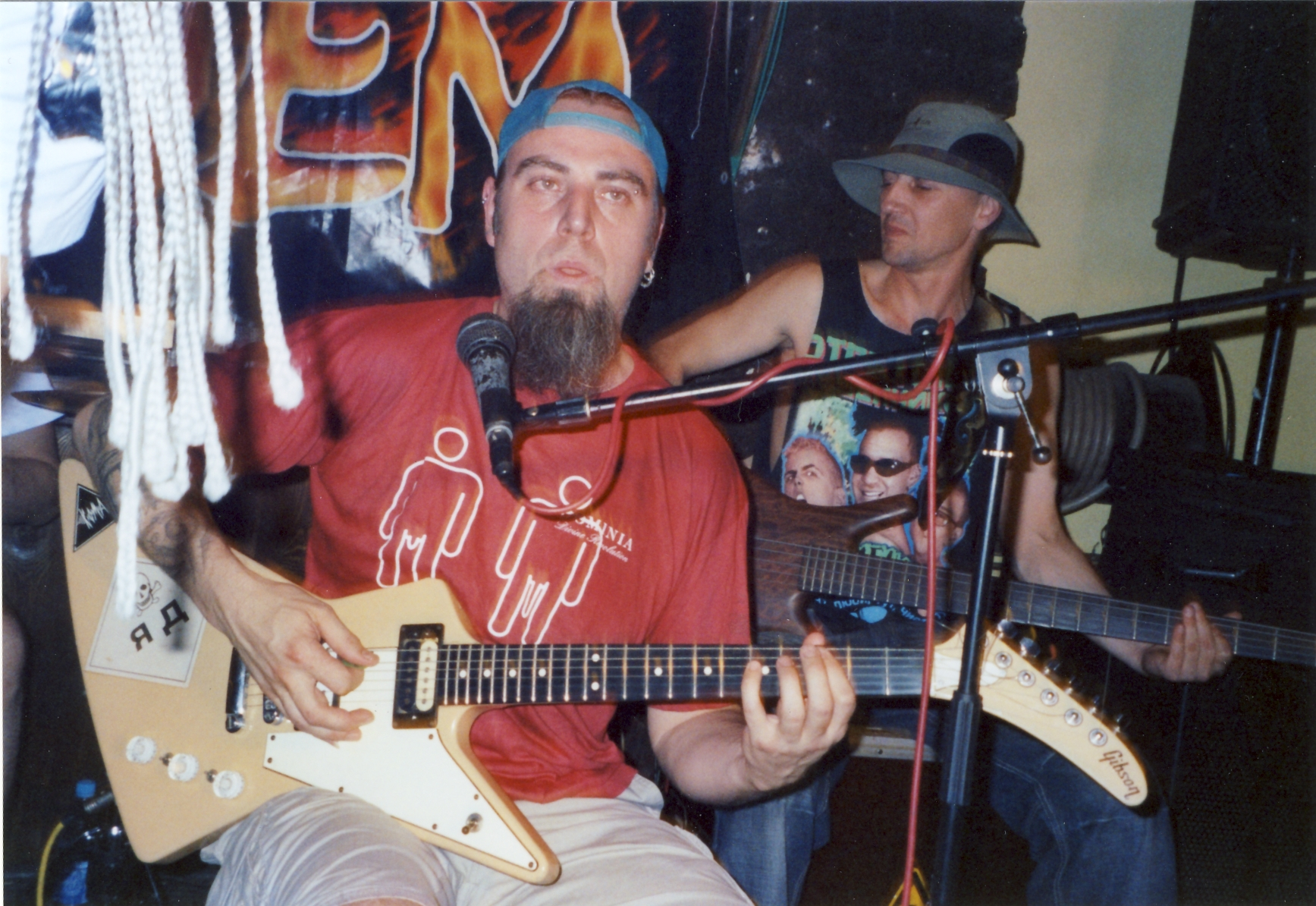
Alexander Gudwin und Arkadij Lebedew (im Hintergrund) bei einem Konzert von Boney NEM

Die Band hat zwei Besetzungen: die eigentliche Band Boney NEM, die Alben aufnimmt, und eine zusätzliche Besetzung für Konzerte.
Boney NEM ist also:
- Kirill „NEM“ Nemoljajew – Gesang
- Sergei „BOG“ Bogoljubski – Gitarre, Bass, Synthesizer, Begleitgesang
- Igor „LOB“ Lobanow – Gitarre, Bass, Synthesizer, Begleitgesang

### Konzertbesetzung
- Kirill Nemoljajew (Gesang)
- Alexander Gudwin (Gitarre, Gesang)
- Arkadi Lebedew (Bass)
- Nikolai Golubew (Gitarre)
- Anatoli Natarowski (Schlagzeug)

## Diskografie
- 1995: Мелодии и ритмы зарубежной эстрады (Melodien und Rhythmen aus dem Ausland)
- 1997: Мелодии и ритмы зарубежной эстрады – 2 (Melodien und Rhythmen aus dem Ausland – 2)
- 2001: Ни "Бэ" Ни "Мэ" или В Мире Животных (Weder „Bäh“ noch „Mäh“ oder „In der Tierwelt“)
- 2001: The Very Best of Greatest Hits
- 2001: В Вологде-где (In Wologda-wo)
- 2003: День Победы (Siegestag)
- 2003: Romantic Collection
- 2005: Крайняя плоть (VÖ: 15. Mai 2005) (Vorhaut)
- 2005: Исподнее (VÖ: 7. Oktober 2005) (Unten drunter)
- 2006: Нас не догонят (Sie kriegen uns nicht, auch der russische Titel eines Hits von t.A.T.u.)
- 2007: Тяжелые песни о главном -1 (Harte Lieder über das Wichtigste – 1)
- 2008: Тяжелые песни о главном -2 (Harte Lieder über das Wichtigste – 2)